# 開運コメディ 今日も大吉!パンパンパン
『開運コメディ 今日も大吉!パンパンパン』（かいうんコメディ きょうもだいきち パンパンパン）は、朝日放送テレビ（ABCテレビ）ほかで放送されていたコメディ番組である。製作局の朝日放送では2004年4月4日から同年9月26日まで、毎週日曜 12:00 - 12:55に『日曜笑劇場』で放送。

## 概要
舞台となる「はなつき神社」には、神主の後藤と岩尾（フットボールアワー）、神社の雑用係のめだか（池乃めだか）、巫女の恵（秋山恵）、チンピラの西野と梶原（キングコング）というメンバーが集う。数年前、神主になるのを嫌がって家出した智則（陣内智則）が、花子（山田花子）という嫁を連れて帰ってきた。そんなはなつき神社に起こる様々な事件や問題を出演者たちが解決していくというストーリー。収録は毎週水曜日なんばグランド花月で行われていたが、曜日は変更になる場合もあった。
当初は1年間の放送予定で、陣内・後藤・岩尾の3人の中から1年後に後継者を選出するというものであった。しかし、舞台が神社という特殊な設定であったため、ストーリーの展開に限界が発生。観客動員および視聴率も芳しくなかったため、半年で打ち切られた。番組は『なにわ人情コメディ 横丁へよ〜こちょ!』へとリニューアルし、出演者たちは一部を除いて同番組に続投出演した。

## 出演者
- 陣内智則 - はなつき神社神主。他界している前任宮司の息子。
- 後藤輝基（フットボールアワー） - はなつき神社神主。
- 岩尾望（フットボールアワー） - はなつき神社神主。
- 池乃めだか - 神社の雑用係で岩尾の父親。
- 山田花子 - 陣内の妻。
- 西野亮廣（キングコング） - チンピラ。
- 梶原雄太（キングコング） - チンピラ。
- 秋山恵 - はなつき神社の巫女。

この他にも様々な有名人がゲスト出演していた。
| 朝日放送テレビ（ABCテレビ） 日曜12:00枠（『日曜笑劇場』） | 朝日放送テレビ（ABCテレビ） 日曜12:00枠（『日曜笑劇場』）             | 朝日放送テレビ（ABCテレビ） 日曜12:00枠（『日曜笑劇場』）              |
| 前番組                                                    | 番組名                                                                | 次番組                                                                 |
| --------------------------------------------------------- | --------------------------------------------------------------------- | ---------------------------------------------------------------------- |
| 1、2、駐在さんダァ〜!! （2002年10月6日 - 2004年3月28日）  | 開運コメディ 今日も大吉!パンパンパン （2004年4月4日 - 2004年9月26日） | なにわ人情コメディ 横丁へよ〜こちょ! （2004年10月3日 - 2008年3月30日） |